# Calapor
Calapor é uma vila no distrito de Goa Norte, no estado indiano de Goa.

## Demografia
Segundo o censo de 2001, Calapor tinha uma população de 11,823 habitantes. Os indivíduos do sexo masculino constituem 50% da população e os do sexo feminino 50%. Calapor tem uma taxa de literacia de 80%, superior à média nacional de 59,5%; a literacia no sexo masculino é de 85% e no sexo feminino é de 76%. 10% da população está abaixo dos 6 anos de idade.